# Hypophthalmus oremaculatus
Hypophthalmus oremaculatus är en fiskart som beskrevs av Nani och Fuster, 1947. Hypophthalmus oremaculatus ingår i släktet Hypophthalmus och familjen Pimelodidae. Inga underarter finns listade i Catalogue of Life.